# Wirszyły
Wirszyły – dawna wieś. Tereny, na których była położona, leżą obecnie na Białorusi, w obwodzie witebskim, w rejonie postawskim, w sielsowiecie Komaje.
Miejscowość została zlikwidowana w 2018 roku.

## Historia
W czasach zaborów wieś w gminie Hoduciszki, w powiecie święciańskim Imperium Rosyjskiego. W 1905 roku liczyła 108 mieszkańców, 145 dziesięcin.
W dwudziestoleciu międzywojennym wieś leżała w Polsce, w województwie wileńskim, w powiecie postawskim, w gminie Komaje.
W 1931 w 13 domach zamieszkiwało 75 osób.
W wyniku napaści ZSRR na Polskę we wrześniu 1939 miejscowość znalazła się pod okupacją sowiecką. 2 listopada została włączona do Białoruskiej SRR. Od czerwca 1941 roku pod okupacją niemiecką. W 1944 miejscowość została ponownie zajęta przez wojska sowieckie i włączona do Białoruskiej SRR.